# Myrmeleon rusticus
Myrmeleon rusticus är en insektsart som beskrevs av Hagen 1861. Myrmeleon rusticus ingår i släktet Myrmeleon och familjen myrlejonsländor. Inga underarter finns listade i Catalogue of Life.